# Демьянюк, Иван Николаевич
Ива́н Никола́евич Демьяню́к (укр. Іван Миколайович Дем’янюк, англ. John Demianiuk; 3 апреля 1920, село Дубовые Махаринцы, Бердичевский уезд — 17 марта 2012, Бад-Файльнбах, ФРГ) — бывший гражданин США и СССР украинского происхождения, обвинённый в военных преступлениях, предположительно совершённых им в период службы охранником в нескольких нацистских концлагерях во время Второй мировой войны.
Во время своего последнего судебного процесса в Германии он был обвинен в соучастии в убийстве более 28 тыс. человек во время службы охранником в концентрационном лагере Собибор. Суд продолжался на протяжении 18 месяцев, и в мае 2011 года Демьянюк был приговорён к 5 годам заключения. Однако приговор так и не вступил в силу, поскольку апелляционный суд не успел вынести свой вердикт до смерти обвинённого. Из-за этого Демьянюк считается не осуждённым. В январе 2020 года в Берлине были обнаружены ранее неизвестные фотографии из лагеря Собибор, на которых, по сообщениям СМИ, запечатлен и бывший надсмотрщик Иван (Джон) Демьянюк.

## Биография
Родился 3 апреля 1920 года в селе Дубовые Махаринцы Бердичевского уезда Киевской губернии УССР (ныне — территория Хмельницкого района Винницкой области Украины) в бедной крестьянской семье. Украинец. После окончания четырёх классов сельской школы работал трактористом в колхозе. Семья пережила голод начала 1930-х годов на территории Украинской ССР.
В 1940 году был призван в Красную Армию. В мае 1942 года попал в Крыму в плен.
Попал в лагерь для военнопленных в Хелме, где был завербован в качестве хиви. Прошёл курс обучения в концентрационном лагере Травники и принёс присягу СС. Первым его заданием была охрана еврейских узников на принудительных работах в сельском хозяйстве. Спустя непродолжительное время он служил в концентрационном лагере Майданек, однако его непосредственные функции там до конца не выяснены. С марта по сентябрь 1943 года был охранником в концлагере Собибор, после этого был переведён в баварский концлагерь Флоссенбюрг. В 1944 году некоторое время служил в Русской освободительной армии генерала Власова.
В мае 1945 года обратился в лагерь для беженцев в южнонемецком городе Ландсхуте, получив впоследствии от американской администрации материальную помощь как «жертва фашистского режима». До 1952 года работал в разных городах Германии, в том числе шофёром для армии США. В 1952 году вместе с женой и дочерью эмигрировал в США. Своё имя поменял на Джон и начал работать автомехаником на заводе Ford. В 1958 году получил американское гражданство.
В конце 1970-х против него было выдвинуто обвинение, что он является «Иваном Грозным», надзирателем в бывшем нацистском концентрационном лагере Треблинка, который обслуживал газовые камеры и причастен к убийствам свыше 29 тысяч человек, применяя к узникам садистские пытки.

### Судебный процесс в Израиле
В октябре 1983 года Израиль на основании документов, полученных от СССР, направил запрос на экстрадицию Демьянюка, которая была осуществлена в 1986 году. Израильский суд признал подлинность документов, а также принял во внимание опознание Демьянюка в зале суда более чем десятью бывшими узниками лагеря Треблинка, в числе которых был и Элияху Розенберг. В апреле 1988 года был приговорён к смертной казни, однако в 1993 году Верховный суд Израиля единогласно отменил приговор, так как по мнению судей было представлено недостаточно доказательств того, что он на самом деле является «Иваном Грозным».
Основой для решения послужили архивные документы КГБ СССР, из которых следовало, что фамилия «Ивана Грозного» была не Демьянюк, а Марченко, вместе с тем, согласно изложенным в документах разными свидетелями показаниям цвет глаз «Ивана Грозного» был карим, в отличие от голубых глаз Демьянюка. Несмотря на то, что 18 независимых свидетелей опознали Демьянюка как «Ивана Грозного», суд счёл сомнения, вызванные материалами полученными из СССР достаточными для его освобождения. В то же время суд установил, что не существует сомнений, что он работал охранником в концлагере.
Судьи согласились с тем, что Демьянюк, скорее всего, служил нацистским вахманом (охранником) в подразделении Травники и был направлен в лагерь уничтожения Собибор и два других лагеря. Доказательства, подтверждающие это утверждение, включали удостоверение из Травников с фотографией и личной информацией Демьянюка — найденное в советских архивах — в дополнение к немецким документам, в которых упоминался «вахман» Демьянюк с указанием даты и места его рождения. Однако новых обвинений Израиль выдвигать не стал и после семилетнего заключения в 1993 году Демьянюк вернулся в США, где был восстановлен в американском гражданстве, которого его лишили перед экстрадицией в Израиль.

### Судебный процесс в США
Через 8 лет в 2001 году в США начался новый процесс, в котором были предъявлены архивные материалы, убедившие суд, что он во время Второй мировой войны служил охранником в различных лагерях смерти. Демьянюк не смог предъявить этому правдоподобное опровержение. Считается доказанным, что он нёс службу как минимум в лагерях смерти Собибор и Майданек, в концентрационном лагере Флоссенбюрг и лагере для остарбайтеров Травники. В июне 2004 года суд вновь лишил его американского гражданства. В декабре 2005 года было принято решение о депортации Демьянюка на Украину. Процедура по установлению отсутствия угрозы пыток на Украине длилась до конца 2006 года. Попытки Демьянюка добиться отмены решения о депортации не увенчались успехом, но задержали её ещё на два года. 24 марта 2009 года иммиграционное ведомство США объявило о контакте с немецким правительством по экстрадиции Демьянюка в Германию. Мюнхенская прокуратура обвинила его в соучастии в убийстве около 29 тысяч евреев в лагере смерти Собибор.
В марте 2009 года суд принял решение о его выдаче Германии. Однако 14 апреля 2009 года, после того, как сотрудники иммиграционной службы забрали Демьянюка из его дома, его родственникам удалось добиться от Федерального Суда США решения отложить экстрадицию. Адвокаты указывали на состояние здоровья Демьянюка, который якобы был прикован к инвалидному креслу. Однако в мае была сделана видеосъёмка скрытой камерой, на которой он делает покупки, садится за руль и едет домой, после чего власти немедленно забрали обвиняемого прямо из дома в иммиграционный центр, откуда вечером 11 мая он был доставлен в аэропорт и посажен в самолёт, улетавший в Германию.

### Судебный процесс в Германии
По данным расследования, проведённого Центром по раскрытию преступлений нацистов в Людвигсбурге, Демьянюк с марта и до середины сентября 1943 года работал охранником в концлагере Собибор. Данные материалы были переданы в прокуратуру Мюнхена. В феврале 2009 года немецкая сторона подтвердила подлинность хранившегося в США и принадлежавшего Демьянюку служебного удостоверения СС. 11 марта 2009 года генеральная прокуратура округа Мюнхен-I выдала международный ордер на арест Демьянюка по обвинению в пособничестве убийству (нем. Beihilfe zum Mord) по крайней мере 29 тысяч евреев в нацистском лагере смерти Собибор. 12 мая 2009 года он был доставлен спецрейсом из США в Германию.
Согласно проведённой в начале июля 2009 года медицинской экспертизе, признан способным участвовать в разбирательстве дела, однако максимальная нагрузка была ограничена двумя заседаниями по 90 минут в день.
В представленном прокуратурой Мюнхена в суде 13 июля 2009 года официальном обвинительном заключении был обвинён в пособничестве убийству в 27 900 случаях. Главным доказательством служит выданное на его имя удостоверение СС за номером 1393. Кроме того, обвинение опиралось на документ, в котором утверждается, что в 1943 году Демьянюк был переведён в Собибор.
22 сентября 2009 года областной совет Львова принял обращение к президенту Украины В. Ющенко, премьер-министру Ю. Тимошенко и Верховной Раде с просьбой заступиться за Джона (Ивана) Демьянюка, уроженца Украины. Депутаты областного совета назвали его преследование «международным заговором».
Суд над Демьянюком начался 30 ноября 2009 года. 14 апреля 2010 года эксперты подтвердили подлинность удостоверения Ивана Демьянюка, выданного ему нацистами в Собиборе.
Один из сбежавших узников лагеря Собибор, Алексей Вайцен, оказался единственным из оставшихся в живых, кто узнал в 90-летнем подсудимом надзирателя лагеря смерти (15 января 2015 года А. Вайцен скончался).
12 мая 2011 года земельный суд Мюнхена приговорил Демьянюка к тюремному заключению сроком в пять лет, почти полностью удовлетворив требование прокуратуры. Суд счёл доказанным, что он служил охранником в Собиборе. Исходя из большого количества жертв в этот период и ограниченного числа работников лагеря, суд оценил вероятность его прямого участия как достаточно высокую, чтобы признать виновным. Председатель земельного суда Баварии Ральф Альт, ведший процесс, заявил что «Демьянюк являлся частью нацистского аппарата и сознательно принимал участие в уничтожении евреев».
До рассмотрения апелляции Демьянюк был выпущен из тюрьмы и помещен в дом престарелых в баварском курортном местечке Бад-Файльнбах.
Параллельно уголовному делу о его преступлениях в концлагере Собибор, прокуратурой города Вайден (Бавария) было начато предварительное расследование в отношении причастности к гибели нескольких тысяч заключённых в концлагере Флоссенбюрг. Прокуратура Вайдена приступила к расследованию по заявлению участников мюнхенского процесса над Демьянюком — следственного судьи Томаса Вальтера и представителя интересов соистца Корнелиуса Нестлера. За время работы Демьянюка в концентрационного лагеря Флоссенбюрг в октябре 1943 — декабре 1944 года, согласно информации Т. Вальтера, погибли 4974 заключённых.

### Обвинение в Испании
В Испании Демьянюку инкриминировалось соучастие в геноциде и преступлениях против человечества во время службы охранником концлагеря Флоссенбюрг, где содержалось 155 испанцев. На основании обвинения, предъявленного 7 января 2011 года, был выдан европейский ордер на арест с требованием передать его Испании для производства правосудия по указанному эпизоду.

## Смерть
Скончался в немецком доме престарелых в курортном городке Бад-Файльнбах на 92-м году жизни. Похоронен в неуказанном месте на территории США, так как из-за большого интереса к его персоне его родственникам пришлось хоронить его анонимно.

## В культуре
В 2005 году канадский драматург Джонатан Гарфинкел написал пьесу «Суд над Джоном Демьянюком. Холокост Кабаре» (англ. The Trials of John Demjanjuk : A Holocaust Cabaret), позднее поставленную на многих театральных площадках мира.
В 2021 году стриминговый сервис Netflix снял документальный сериал «Дьявол по соседству», в котором подробно описывается судьба Демьянюка.